# Büro für Interne Angelegenheiten
Das Büro für Interne Angelegenheiten (.BIA) wurde am 31. Jänner 2001 gegründet und war bis zur Auflösung 2009 die im österreichischen Innenministerium (BM.I) eingerichtete Anti-Korruptionsbehörde (Abteilung IV/6). Es stand gänzlich außerhalb der klassischen polizeilichen Strukturen und führte als unabhängige, autarke und in der Sache weisungsfreie Organisationseinheit sicherheits- und kriminalpolizeiliche Ermittlungen bei Verdachtslagen von Amtsdelikten und von Korruption, wobei es bundesweit ermittelte.
Zuletzt verrichteten 32 Beamte aus allen Bundesländern beim .BIA ihren Dienst. Leiter war Martin Kreutner. Die Meldung zur Dienststelle erfolgte auf dem Prinzip der Freiwilligkeit. Der Punkt vor der Abkürzung .BIA gehört zum Corporate Design des Innenministeriums.

## Aufgabengebiete
Zu den Aufgaben des .BIA zählte vor allem die Entgegennahme und Überprüfung von Anschuldigungen und Beschwerden gegen Bedienstete des BM.I sowie deren nachgeordneten Dienststellen, die dem Bereich der Amtsdelikte (§§ 302–313 StGB) zuzuordnen sind. Ebenso bestand eine Zuständigkeit des .BIA, wenn sich die Ermittlungen gegen Bedienstete anderer Ministerien und anderer Gebietskörperschaften richten, sofern diese Aufgaben im Bereich der Sicherheitsverwaltung oder Kriminalpolizei wahrnahmen.
Darüber hinaus war das .BIA im Einzelfall für sonstige ähnlich gelagerte Angelegenheiten zuständig (z. B. Ermittlungen bei anderen gravierenden Dienstpflichtverletzungen wie etwa sexuelle Belästigung durch einen Vorgesetzten oder Kollegen). Weiters hatte sich das .BIA auch als Fachdienststelle für die Ermittlung von Korruptionsfällen in anderen Bereichen etabliert. So wurden bei Bedarf sachdienliche Erhebungen in anderen Ressorts, bei Stadtmagistraten und Bezirkshauptmannschaften, in Gemeinden, aber auch im Bereich des privaten Sektors durchgeführt. Dabei arbeitete das .BIA unmittelbar mit den zuständigen Staatsanwaltschaften und Gerichten zusammen.
Zu den Aufgabengebieten des .BIA zählte aber auch Korruptionsprävention und Ausbildung. Es wurden Lehrgänge und Unterrichte in Seminaren und Laufbahnkurse an der österreichischen Sicherheitsakademie für die Bediensteten des Ressorts abgehalten. Des Weiteren wurden Mitarbeiter des .BIA immer wieder an nationale und internationale Unterrichtsstätten sowie Konferenzen zu Vorträgen eingeladen.
Das .BIA war Ansprechstelle für Antikorruptionsfragen, beschickt in- und ausländische Expertengremien und ist Gesprächspartner für andere Gebietskörperschaften, NGOs und Interessensvereinigungen zum Thema Korruptionsbekämpfung.

### Meldungen an das .BIA
Eine Meldung an das .BIA war auch für interne Meldungen nicht an den Dienstweg gebunden. D.h. ein Vorgesetzter konnte einem Mitarbeiter eine Meldung nicht verbieten.

## Öffentliche Wahrnehmung und Kritik
Kritisiert am .BIA wurde oft, dass es sich um eine Behörde innerhalb des Innenministeriums handelt, d. h., dass „Polizisten gegen Polizisten“ ermitteln. Allerdings stellte schon allein die Schaffung des .BIA einen Fortschritt gegenüber früher da, wo „gewöhnliche“ Kriminalbeamte in Korruptionsfällen ermittelten, welche in der Sache keineswegs weisungsfrei waren, wie dies beim .BIA der Fall war. Trotzdem wurde zeitweise von verschiedenen Seiten die Forderung aufgestellt, innerhalb des Justizministeriums eine entsprechende Korruptionsbekämpfungseinheit aufzustellen, welche staatsanwaltliche Kompetenzen innehat.
In den medialen Fokus geriet das .BIA zuerst vor allem im Rahmen des Prozesses um das Ableben von Seibane Wague. Österreichweite Bekanntheit erlangte es dann jedoch rund um die Vorkommnisse im Rahmen der Amtsmissbrauchaffären in der Wiener Polizei 2006, in deren Rahmen die beiden hochrangigen Exekutivbeamten Roland Horngacher und Ernst Geiger suspendiert wurden.
Ende 2008 wurde auch im Bericht des Europarates zur Korruptionsbekämpfung Kritik am .BIA geübt, wie folgend im Chefkommentar der Tageszeitung Der Standard berichtet wird: „Der Innenminister – derzeit die Ministerin – kann sogar direkt eingreifen. Der Europarat zerpflückt gleich das Ansinnen, dass es mit der Korruptionsbekämpfung ernst gemeinst ist, wenn das neu eingerichtete zuständige Büro für interne Angelegenheiten (BIA) der Ministerin ausgeliefert ist. Es weist dem BIA fast die Rolle eines Salzamtes zu, wenn in dem Bericht auf die ‚gesetzlichen Möglichkeiten für den Innenminister‘ verwiesen wird, die ‚Einstellung von Ermittlungen anzuweisen‘. Wenn etwas politisch nicht opportun ist, wird einfach die Arbeit eingestellt.“

## Auflösung
Im März 2008 kündigte Innenminister Platter an, dass das .BIA nur mehr bis Ende 2008 bestehen werde. Danach hätte das neu zu schaffende „Bundesamt für Korruptionsbekämpfung und Korruptionsprävention“ (.BAK) dessen Tätigkeit übernehmen sollen. Jedoch erst im Juni 2009 erfolgte eine entsprechende Beschlussfassung im Ministerrat, sowie die Behandlung des Gesetzesentwurfes zur Einrichtung der .BAK im Nationalrat. Im Gegensatz zum .BIA hätte ursprünglich das .BAK als eigene Sicherheitsbehörde gesetzlich verankert werden sollen. Der Gesetzesentwurf sieht vor, dass das Bundesamt – wie auch das Bundeskriminalamt – eine Organisationseinheit des Bundesministeriums sein soll. Das .BIA existiert jedoch lediglich auf Grund einer Weisung des ehemaligen Innenministers Ernst Strasser.
Der Leiter des Bundesamtes wird für jeweils zwölf Jahre bestellt, um politische Einflussnahmen auf Grund wechselnder Regierungskonstellationen zu erschweren, ähnlich wie beim Präsidenten des Rechnungshofs. Geleitet wird das Bundesamt von einem Direktor, welcher vom Bundespräsidenten bestellt wird. Weisungen an dieses Amt sollen, um Transparenz zu gewährleisten, nur mehr in schriftlicher Form erfolgen dürfen. Es soll außerdem ein „Anschlussstück“ zur Wirtschafts- und Korruptionsstaatsanwaltschaft (WKStA) bilden, welche 2009 ihren Dienst aufgenommen hat.